# Cyril M. Kornbluth
Cyril M. Kornbluth (n. 2 iulie 1923, New York City, New York, SUA – d. 21 martie 1958, Chicago, Illinois, SUA) a fost un scriitor american de literatură științifico-fantastică. A folosit pseudonime ca Cecil Corwin, S. D. Gottesman, Edward J. Bellin, Kenneth Falconer, Walter C. Davies, Simon Eisner, Jordan Park, Arthur Cooke, Paul Dennis Lavond sau Scott Mariner.
„M” în mijlocul numelui lui Cyril Kornbluth ar fi putut fi un omagiu adus soției sale, Mary Byers; Colegul și colaboratorul lui Kornbluth, Frederik Pohl, a confirmat lipsa oricărui nume mijlociu real al lui Kornbluth în cel puțin un interviu.

## Lucrări scrise

### Romane
- Outpost Mars (1952) (cu Judith Merril, publicat sub pseudonimul comun Cyril Judd), prima dată publicat în foileton în Galaxy ca Mars Child (mai–iulie 1951) și apoi republicat în Galaxy novel nr. 46 redenumit ca Sin in Space (1961). Marte nu era un paradis, dar pentru dr. Tony Hellman însemna o a doua șansă pentru om - iar pentru Hugo Brenner însemna o lume de jefuit. Tony a fost cel mai important membru al coloniei Sun Lake, o bandă de oameni de pe Pământ care se extind la frontieră - pionieri spațiali îndrăzneți. Brenner a fost cel mai puternic magnat al planetei, un operator a cărui vastă bogăție se baza pe consumul de către pământeni a viciosului drogul Marcaine. Când Brenner i-a acuzat pe cei din Sun Laker că au sustras o sută de kilograme din drogul marțian, colonia a fost amenințată cu exterminarea, cu excepția cazului în care hoțul este găsit și drogul Marcaine returnat. Tony și colegii săi coloniști încep să vadă cum a doua lor șansă începe să dispară. Succesul lui Brenner ar însemna sfârșitul lumii lor mai bune.[15][16]
- Gunner Cade (1952) (cu Judith Merril, publicat sub pseudonimul comun Cyril Judd), prima dată publicat în foileton în Astounding Science Fiction (martie–mai 1952). Împăratul nu a avut un Armaș mai devotat decât Gunner Cade. În această civilizație deformată de crimă și moarte, Cade a luptat așa cum era de așteptat, a ucis așa cum era de așteptat, distrugând inamic după inamic până când el însuși a fost doborât într-o bătălie onorabilă. Dar Cade nu a murit. După săptămâni de inconștiență, s-a trezit descoperind că este un fugar, obiectul unei vânătoari de oameni la nivel mondial. De ce era atât de important să fie redus la tăcere? Ce secret nedescoperit avea în timp ce fugea disperat de-a lungul pământului și în spațiul cosmic?
- Takeoff (mai 1952), republicat în foileton în New Worlds (aprilie–iunie 1954)
- The Space Merchants (Neguțătorii spațiului[17] aprilie 1953) (cu Frederik Pohl), prima dată publicat în foileton  în Galaxy sub titlul Gravy Planet (iunie–august 1952). Este o virulentă satiră la adresa unei societăți viitoare extrem de mercantilă
- The Syndic (octombrie 1953), prima dată publicat în foileton în revista Science Fiction Adventures (decembrie 1953-March 1954), adăugat în Sala de Onoare a  Premiului Prometheus (Prometheus Award Hall of Fame) în 1986
- Search the Sky (februarie 1954) (cu Frederik Pohl), ulterior revizuit de Pohl (octombrie 1985)
- Gladiator at Law (Era Gladiatorilor,[18] mai 1955) (cu Frederik Pohl), prima dată publicat în foileton în Galaxy (iunie–august 1954), ulterior revizuit dr Pohl (aprilie 1986). Romanul prezintă o societate extrem de degradată în care violența este instituționalizată.
- Not This August (iulie 1955) (sau Christmas Eve), ulterior revizuit de Pohl (December 1981)
- Wolfbane (Semnul Lupului,[19] septembrie 1959) (cu Frederik Pohl), prima dată publicat în foileton în Galaxy (octombrie–noiembrie 1957), ulterior revizuit de Pohl (iunie 1986)

### Colecții
- The Explorers (1954)
  - "Foreword", [Frederik Pohl]
  - "Gomez"
  - "The Mindworm", 1950
  - "The Rocket of 1955", 1939
  - "The Altar at Midnight", 1952
  - "Thirteen O’Clock" [de Cecil Corwin], (1941) seria "Peter Packer"
  - "The Goodly Creatures", 1952
  - "Friend to Man", 1951
  - "With These Hands", 1951
  - "That Share of Glory", 1962
- The Mindworm and Other Stories (1955)
  - "The Mindworm”, (1950)
  - "Gomez”, 1954
  - "The Rocket of 1955”, 1939
  - "The Altar at Midnight”, 1952
  - "The Little Black Bag”, 1950
  - "The Goodly Creatures”, 1952
  - "Friend to Man”, 1951
  - "With These Hands”, 1951
  - "That Share of Glory”, 1952
  - "The Luckiest Man in Denv" [ca Simon Eisner], 1952
  - "The Silly Season”, 1950
  - "The Marching Morons” în Galaxy aprilie 1951
- A Mile Beyond the Moon (1958) [prescurtată pentru reeditare în broșură în 1962, a se vedea mai jos]
  - "Make Mine Mars”, 1952
  - "The Meddlers”, 1953
  - "The Events Leading Down to the Tragedy”, 1958
  - "The Little Black Bag”, 1950 (conexă cu "The Marching Morons")
  - "Everybody Knows Joe”, 1953
  - "Time Bum”, 1953
  - "Passion Pills”,
  - "Virginia”, 1958
  - "The Slave”, 1957
  - "Kazam Collects" [de S. D. Gottesman], 1941
  - "The Last Man Left in the Bar”, 1947 – "o confruntare între extratereștri și un tehnician magnetron, scrisă cu o comandă literară îndrăzneață"[20]
  - "The Adventurer”, 1953
  - "The Words of Guru" [de Kenneth Falconer], 1941 – "o fantezie timpurie, dar izbitoare, despre un copil-geniu care dobândește o putere supranaturală"[20]
  - "Shark Ship" ["Reap the Dark Tide"], 1958
  - "Two Dooms”, 1958 [not in 1962 paperback]
- The Marching Morons (and other Science Fiction Stories) (1959)
  - "The Marching Morons”, 1951
  - "Dominoes”, 1953
  - "The Luckiest Man in Denv" [de Simon Eisner], 1952
  - "The Silly Season”, 1950
  - "MS. Found in a Chinese Fortune Cookie”, 1957
  - "The Only Thing We Learn”, 1949
  - "The Cosmic Charge Account”, 1956
  - "I Never Ask No Favors”, 1954
  - "The Remorseful”, 1953
- The Wonder Effect (1962) (cu Frederik Pohl)
  - "Introduction”,
  - "Critical Mass”, 1962
  - "A Gentle Dying”, 1961
  - "Nightmare with Zeppelins", 1958
  - "Best Friend" [de S. D. Gottesman], 1941
  - "The World of Myrion Flowers”, 1961
  - "Trouble in Time" [de S. D. Gottesman], 1940
  - "The Engineer”, 1956
  - "Mars-Tube [de S. D. Gottesman]”, 1941
  - "The Quaker Cannon”, 1961
- Best Science Fiction Stories of C. M. Kornbluth (1968)
  - "Introduction”, [Edmund Crispin]
  - "The Unfortunate Topologist”, 1957 (poezie)
  - "The Marching Morons”, 1951
  - "The Altar at Midnight”, 1952
  - "The Little Black Bag”, 1950
  - "The Mindworm”, 1950
  - "The Silly Season”, 1950
  - "I Never Ask No Favors”, 1954
  - "Friend to Man”, 1951
  - "The Only Thing We Learn”, 1949
  - "Gomez”, 1954
  - "With These Hands”, 1951
  - "Theory of Rocketry”, 1958
  - "That Share of Glory”, 1952
- Thirteen O'Clock and other Zero Hours (1970) (editată de James Blish) povestiri publicate inițial ca "Cecil Corwin" plus "MS. Found in a Chinese Fortune Cookie" (vezi deasupra)
  - "Preface”, [James Blish]
  - "Thirteen O’Clock [versiune combinată a povestirilor cu „Peter Packer”, “Thirteen O’Clock” și “Mr. Packer Goes to Hell”, amândouă 1941]”
  - "The Rocket of 1955”, 1939
  - "What Sorghum Says" [de Cecil Corwin], 1941
  - "Crisis!" [de Cecil Corwin], 1942
  - "The Reversible Revolutions" [de Cecil Corwin], 1941
  - "The City in the Sofa" [de Cecil Corwin], 1941
  - "The Golden Road" [de Cecil Corwin], 1942
  - "MS. Found in a Chinese Fortune Cookie”, 1957
- The Best of C. M. Kornbluth (1976)
  - "An Appreciation”, [Frederik Pohl]
  - "The Rocket of 1955”, 1939
  - "The Words of Guru" [de Kenneth Falconer], 1941
  - "The Only Thing We Learn”, 1949
  - "The Adventurer”, 1953
  - "The Little Black Bag”, 1950
  - "The Luckiest Man in Denv" [de Simon Eisner], 1952
  - "The Silly Season”, 1950
  - "The Remorseful”, 1953
  - "Gomez”, 1954
  - "The Advent on Channel Twelve”, 1958
  - "The Marching Morons”, 1951
  - "The Last Man Left in the Bar”, 1957
  - "The Mindworm”, 1950
  - "With These Hands”, 1951
  - "Shark Ship" [“Reap the Dark Tide”], 1958
  - "Friend to Man”, 1951
  - "The Altar at Midnight”, 1952
  - "Dominoes”, 1953
  - "Two Dooms”, 1958

Spider Robinson a lăudat această colecție, spunând „Nu m-am bucurat atât de mult de o carte de ani de zile." Mark Rich a scris, "Criticii care îl judecă pe Kornbluth după această antologie, editată de Pohl, au văzut o amărăciune tot mai mare în povestirile sale ulterioare. Aceasta reflectă o alegerea a editorului, deoarece Kornbluth a scris și umor încântător în ultimii săi ani, în povestiri care nu au fost culese aici. Aceste povestiri demonstrează folosirea efectivă a lui Kornbluth a indivizilor de zi cu zi dintr-o varietate de medii etnice, precum și urechea sa bine reglată pentru dialect."
- Critical Mass (1977) (cu Frederik Pohl)
  - "Introduction”, (Pohl)
  - "The Quaker Cannon”, 1961
  - "Mute Inglorious Tam”, 1974
  - "The World of Myrion Flowers”, 1961
  - "The Gift of Garigolli”, 1974
  - "A Gentle Dying”, 1961
  - "A Hint of Henbane”, 1961
  - "The Meeting”, 1972
  - "The Engineer”, 1956
  - "Nightmare with Zeppelins”, 1958
  - "Critical Mass”, 1962
  - "Afterword”, (Pohl)
- Before the Universe (1980) (cu Frederik Pohl)
  - "Mars-Tube" [ca S. D. Gottesman (cu Frederik Pohl)], 1941
  - "Trouble in Time" [ca S. D. Gottesman (cu Frederik Pohl)], 1940
  - "Vacant World" [ca Dirk Wylie (cu Dirk Wylie și Frederik Pohl)], 1940
  - "Best Friend" [ca S. D. Gottesman (cu Frederik Pohl)], 1941
  - "Nova Midplane" [ca S. D. Gottesman (cu Frederik Pohl)], 1940
  - "The Extrapolated Dimwit" [ca S. D. Gottesman (cu Frederik Pohl)], 1942
- Our Best: The Best of Frederik Pohl and C.M. Kornbluth (1987) (cu Frederik Pohl)
  - "Introduction”, (Pohl)
  - "The Stories of the Sixties”, (Pohl, introducerea)
  - "Critical Mass”, 1962
  - "The World of Myrion Flowers”, 1961
  - "The Engineer”, 1956
  - "A Gentle Dying”, 1961
  - "Nightmare with Zeppelins”, 1958
  - "The Quaker Cannon”, 1961
  - "The 60/40 Stories”, (Pohl, introducerea)
  - "Trouble in Time" [ca S. D. Gottesman], 1940
  - "Mars-Tube" [ca S. D. Gottesman], 1941
  - "Epilogue to The Space Merchants”, (Pohl, introducerea)
  - "Gravy Planet”, (extras din foiletonul din revistă, neutilizat în carte)
  - "The Final Stories”, (Pohl, introducerea)
  - "Mute Inglorious Tam”, 1974
  - "The Gift of Garigolli”, 1974
  - "The Meeting”, 1972
  - "Afterword”, (Pohl)
- His Share of Glory: The Complete Short Science Fiction of C.M. Kornbluth (1997) – aceasta include aproape toate ficțiunile scrise doar de Kornbluth, dar nu include toate lucrările sub pseudonim scrise în colaborare care au fost publicate printre primele sale lucrări între 1940 și 1942, dintre care unele au fost publicate în Before the Universe (1980).
  - "Cyril”, [Frederik Pohl]
  - "Editor’s Introduction”, [Timothy P. Szczesuil]
  - "That Share of Glory”, 1952
  - "The Adventurer”, 1952
  - "Dominoes”, 1953
  - "The Golden Road" [de Cecil Corwin], 1942
  - "The Rocket of 1955”, 1939
  - "The Mindworm”, 1950
  - "The Education of Tigress McCardle”, 1957
  - "Shark Ship" [“Reap the Dark Tide”], 1958
  - "The Meddlers”, 1953
  - "The Luckiest Man in Denv" [de Simon Eisner], 1952
  - "The Reversible Revolutions [de Cecil Corwin], 1941
  - "The City in the Sofa" [de Cecil Corwin], 1941
  - "Gomez”, 1954
  - "Masquerade" [de Kenneth Falconer], 1942
  - "The Slave”, 1957
  - "The Words of Guru" [de Kenneth Falconer], 1941
  - "Thirteen O’Clock" [de Cecil Corwin], 1941
  - "Mr. Packer Goes to Hell" [de Cecil Corwin], 1941
  - "With These Hands”, 1951
  - "Iteration”, 1950
  - "The Goodly Creatures”, 1952
  - "Time Bum”, 1953
  - "Two Dooms”, 1958
  - "Passion Pills”, 1958
  - "The Silly Season”, 1950
  - "Fire-Power" [de S. D. Gottesman], 1941
  - "The Perfect Invasion" [de S. D. Gottesman], 1942
  - "The Adventurers”, 1955
  - "Kazam Collects" [de S. D. Gottesman], 1941
  - "The Marching Morons”, 1951
  - "The Altar at Midnight”, 1952
  - "Crisis!" [de Cecil Corwin], 1942
  - "Theory of Rocketry”, 1958
  - "The Cosmic Charge Account”, 1956
  - "Friend to Man”, 1951
  - "I Never Ast No Favors”, 1954
  - "The Little Black Bag”, 1950
  - "What Sorghum Says" [de Cecil Corwin], 1941
  - "MS. Found in a Chinese Fortune Cookie”, 1957
  - "The Only Thing We Learn”, 1949
  - "The Last Man Left in the Bar”, 1957
  - "Virginia”, 1958
  - "The Advent on Channel Twelve”, 1958
  - "Make Mine Mars”, 1952
  - "Everybody Knows Joe”, 1953
  - "The Remorseful”, 1953
  - "Sir Mallory’s Magnitude" [de S. D. Gottesman], 1941
  - "The Events Leading Down to the Tragedy”, 1958
  - "King Cole of Pluto" [de S. D. Gottesman], 1940
  - "No Place to Go" [de Edward J. Bellin], 1941
  - "Dimension of Darkness" [de S. D. Gottesman], 1941
  - "Dead Center" [de S. D. Gottesman], 1941
  - "Interference" [de Walter C. Davies], 1941
  - "Forgotten Tongue" [de Walter C. Davies], 1941
  - "Return from M-15" [de S. D. Gottesman], 1941
  - "The Core" [de S. D. Gottesman], 1942

### Non-science fiction
- The Naked Storm (1952, as Simon Eisner)
- Valerie (1953, as Jordan Park), un roman despre a girl accused of witchcraft
- Half (1953, as Jordan Park), un roman despre an intersex person
- A Town Is Drowning (1955, with Frederik Pohl)
- Presidential Year (1956, with Frederik Pohl)
- Sorority House (1956, with Frederik Pohl, as Jordan Park), a lesbian pulp novel
- A Man of Cold Rages (1958, as Jordan Park), un roman despre an ex-dictator

### Povestiri neculese
- "Stepsons of Mars", (1940) [ca "Ivar Towers" (with Richard Wilson)
- "Callistan Tomb", (1941) [ca "Paul Dennis Lavond" (cu Frederik Pohl)]
- "The Psychological Regulator", (1941) [ca "Arthur Cooke" (with Elsie Balter {later Elsie Wollheim}, Robert A. W. Lowndes, John Michel, Donald A. Wollheim)
- "The Martians Are Coming", (1941) [ca "Robert A W Lowndes" (with Robert A. W. Lowndes)]
- "Exiles of New Planet", (1941) [ca "Paul Dennis Lavond" (cu Frederik Pohl, Robert A. W. Lowndes, Dirk Wylie)]
- "The Castle on the Outerplanet", (1941) [ca "S D Gottesman" (cu Frederik Pohl, Robert A. W. Lowndes)]
- "A Prince of Pluto", (1941) [ca "S D Gottesman" (cu Frederik Pohl)]
- "Einstein's Planetoid", (1941) [ca "Paul Dennis Lavond" (cu Frederik Pohl, Robert A. W. Lowndes, Dirk Wylie)]
- "An Old Neptunian Custom", (1942) [ca "Scott Mariner" (cu Frederik Pohl)]

### Articole
- "A Funny Article on the Convention", (1939)
- "New Directions", (1941) [ca "Walter C. Davies"]
- "The Failure of the Science Fiction Novel as Social Criticism", in The Science Fiction Novel: Imagination and Social Criticism, ed. Basil Davenport, Advent Press, 1959. (pages 64–101). Brian Stableford called this "an important early piece of sf criticism, sharply pointing out the genre's shortcomings."[12]

## Vezi și
- Cyril Judd‎‎
- Listă de scriitori de literatură științifico-fantastică